# 达岗饭
达岗饭

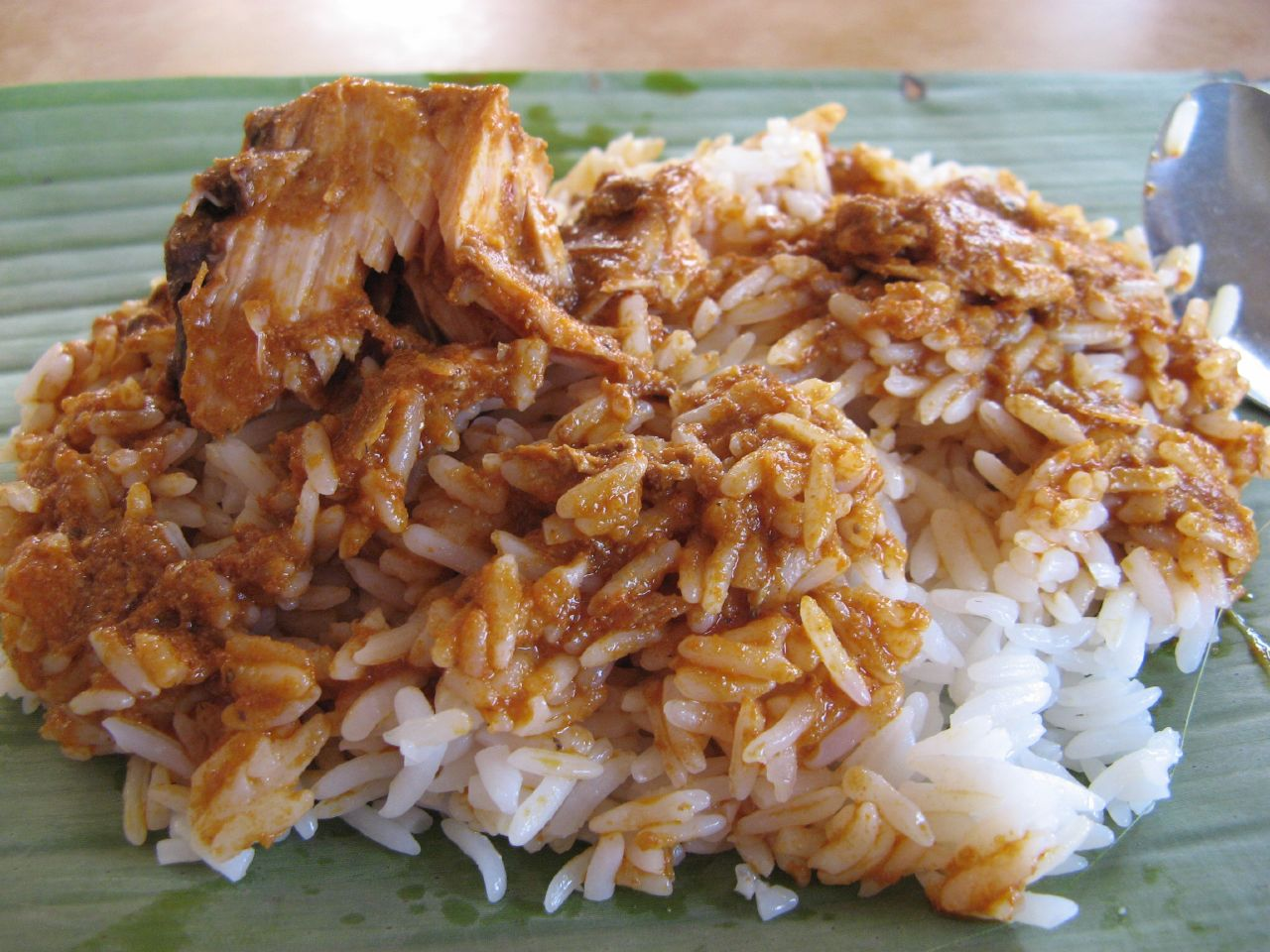
搭岡飯

（Nasi Dagang）是马来西亚半岛的东海岸的食物，主要在登嘉楼与吉兰丹盛行，彭亨、柔佛至廖內群島也能找得到。由普通食用米与糯米混和在一起後用椰浆煮出，通常与金枪鱼咖哩，部分也與腌菜等特别佐料一起吃。